# Nederlands Jeugd Accordeon Orkest
Het Nederlands Jeugd Accordeon Orkest, kortweg het NJAO, bestaat uit jeugdige accordeonisten afkomstig uit diverse regio’s van het land. Het orkest is opgericht in 1998 naar aanleiding van een grote jeugdmuziek manifestatie. Het NJAO opereerde aanvankelijk onder de vlag van de Nederlandse Organisatie Voor Accordeon en Mondharmonica (NOVAM) maar is later verzelfstandigd als  stichting NJAO.
Marc Belder, een van de oprichters van het orkest, was dirigent van 1998 tot 2013. Hij werd opgevolgd door artistiek leider en dirigent Jorind Josemans.

## Orkest
Het orkest is bedoeld voor jongeren in de leeftijd van 11 tot en met 25 jaar die op serieuze wijze aan muziekbeoefening willen doen. Het bestaat uit ongeveer 30 leden. Acht tot tien keer per jaar komt het bij elkaar om een weekend lang te repeteren en op te treden. 
Naast het beleven van genoegen en plezier door te musiceren worden verschillende muzikaal-technische aspecten van het accordeonspel uitgediept. Ook repeteert het NJAO op diverse plaatsen in het land een weekend met jeugdige accordeonisten uit een regio. Het heeft dan een voorbeeldfunctie. Op deze manier maakt jongeren die met accordeonmuziek bezig zijn kennis met het orkest, zowel muzikaal als sociaal. Het jeugdaccordeonorkest draagt bij aan een positief imago van de accordeon als muziekinstrument met vele mogelijkheden. Omdat het orkest geïnteresseerd in hoe andere jeugdorkesten bezig zijn, neemt het zo veel als mogelijk deel aan festivals, evenementen en combi/gast-optredens. Er worden dan contacten gelegd, niet alleen sociaal maar vooral ook muzikaal-inhoudelijk.

## Muziek
Het NJAO heeft een gevarieerd repertoire. Originele composities zoals: Black Bolero, Sinfonia Alla Barocco en Choral and Rock-out, alsmede arrangementen van tango’s van onder anderen Ástor Piazzolla staan op het programma. Ook populaire werken, zoals Abba Gold en Music van John Miles worden gespeeld. Het NJAO werkt regelmatig met vernieuwende muziek al dan niet in samenwerking met koren en orkesten uit andere disciplines.

## Optredens
Door haar activiteiten heeft het NJAO een goede reputatie opgebouwd. Naast de reguliere weekenden in Nederland wordt elk jaar een concertreis gemaakt naar het buitenland. Zo is het NJAO naar Oostenrijk geweest en heeft het orkest deelgenomen aan Europese muziekfestivals voor jeugd in België, Denemarken en Zweden. Er werden andere twee keer een Eerste Prijs Cum Laude en in april 2011een Eerste Prijs Summa Cum Laude behaald.